# Freecom
Freecom est une marque allemande qui produit des périphériques USB pour ordinateurs, tels que des disques durs externes ou  des clés USB. Son PDG est Dick C. Hoogerdijk et son siège social à Amsterdam (Pays-Bas).

## Historique
Fondée en 1989, le conglomérat japonais Mitsubishi Kagaku Media (Mitsubishi Chemical Holdings) rachète l'entreprise le 3 septembre 2009.

## Innovations
C'est la première entreprise à sortir un Disque dur externe aux normes de l'USB 3.0.